# Kerry Sibraa
Kerry Walter Sibraa (* 12. Oktober 1937 in Sydney) ist ein australischer Politiker der Australian Labor Party, ehemaliger Präsident des Australischen Senats und Diplomat.

## Leben
Sibraa wurde als einziger Sohn der Lehrer Edna May, geborene Williams, und Arthur Francis Sibraa geboren. Er besuchte staatliche Grundschulen in Condoblin, Ungarie, Shortland und Newcastle. Die Vielzahl der Schulen ergab sich, da die Familie den Versetzungen des Vaters folgte. Als fortführende Schule ging er zunächst an die Newcastle Boys' High School und nach einem Umzug der Familie in einen nördlichen Vorort Sydneys dann die North Sydney Boys' High School. In seiner Jugend begann er sich auch beim Surf Life Saving sowie für das Rugby und das Rugby Union zu engagieren, für das er auch im höheren Alter noch tätig war.
Er begann beim Sydney's Metropolitan Water Board und später beim Manly Municipal Council zu arbeiten. In dieser Zeit fing er an sich gewerkschaftlich zu engagieren. 1960 trat er der sozialdemokratisch ausgerichteten Australian Labor Party bei, für die er 1966 in Wentworth erfolglos für das Australische Repräsentantenhaus kandidierte. 1968 wurde er, ermutigt von seinem Freund John Ducker hauptamtlich für die Labor Party von Neu-Süd-Wales tätig. 1973 wurde er einstimmig zum stellvertretenden Generalsekretär in Neu-Süd-Wales gewählt. Sibraa gehörte zum rechten Parteiflügel und unterstützte Ducker, dem damaligen starken Mann der Partei in Neu-Süd-Wales. Sibraa war auch Direktor des Henry Lawson Labor College.
Im Dezember 1975 wurde er eher überraschend für Neu-Süd-Wales in den Australischen Senat gewählt. Seine Amtszeit endete am 30. Juni 1978. Es gelang ihm jedoch bereits im August 1978 der Wiedereinzug in den Senat. 1980, 1983, 1984, 1987 und 1993 erreichte er jeweils die Wiederwahl. Er gilt als Wahlkampfstratege und war 1983 für den Wahlkampf von Bob Hawkes verantwortlich.
Inhaltlich engagierte er sich für ein öffentliches Gesundheitssystem und beschäftigte sich mit Themen wie Rente, Arbeitslosigkeit und öffentlicher Bildung. Er wandte sich gegen Bestrebungen zur Regulierung von Gewerkschaften und setzte sich für eine Reform des Wahlrechts und der Wahlkampffinanzierung ein. Er gehörte dem Ausschuss für auswärtige Angelegenheiten und Verteidigung an. 1979 besuchte er mit einer Delegation Afrika und lernte dort die Auswirkungen der Apartheid kennen. Die Region nahm ab da in seiner politischen Tätigkeit eine besondere Rolle ein. Er übernahm die Funktion des stellvertretenden Vorsitzenden und später des Vorsitzenden des Unterausschusses für Angelegenheiten des Nahen Ostens und Afrikas. Die Außenpolitik spielte in seiner Tätigkeit eine große Rolle. 1980 setzte er sich für das Ende der Anerkennung der Regierung des Diktators Pol Pot in Kambodscha durch Australien ein. Tatsächlich beendete Australien diese Anerkennung 1981. 1985 wurde er Vorsitzender des Gemeinsamen ständigen Ausschusses für auswärtige Angelegenheiten und Verteidigung. Von November 1980 bis Februar 1983 war er stellvertretender Oppositionsführer im Senat.
Am 17. Februar 1987 setzte er sich bei der Wahl zum Senatspräsidenten gegen Don Jessop und George Georges durch. 1990 und 1993 wurde er ohne Gegenkandidaten wiedergewählt, obwohl seine Partei auch weiterhin keine absolute Mehrheit im Senat hatte. 1988 organisierte er den Umzug des Senats in ein neues Parlamentsgebäude. Dem Ausschuss für den Neubau hatte er seit 1981 angehört. Er setzte Fernsehübertragungen von Sitzungen des Senats durch. In seiner Amtszeit wurde auch die Geschäftsordnung grundlegend überarbeitet.
In seiner Funktion als Senatspräsident führte er auch diverse Delegation auf internationalem Parkett. Neben Reisen nach Europa, darunter auch nach Deutschland, besuchte er häufig Konferenzen der Commonwealth Parliamentary Association (CPA). 1988 war er als Präsident der CPA Gastgeber für eine solche Konferenz in Australien. Er war Mitglied einer Wahlbeobachtergruppe in Sambia 1991 und einer Gruppe zur Beobachtung des Unabhängigkeitsreferendums in Eritrea 1993. 1992 bewarb er sich erfolglos um die Funktion des Generalsekretärs der CPA.
Am 31. Januar 1994 trat er als Senatspräsident und einen Tag später als Senator zurück, da er zum australischen Hochkommissar in Simbabwe ernannt wurde. Zugleich war er auch in Angola, Botswana, Malawi, Mosambik, Namibia und Sambia akkreditiert. Diese Funktion hatte er bis 1998 inne. Es folgte eine Tätigkeit für mehrere private Unternehmen, wobei insbesondere seine australisch-afrikanischen Beziehungen von Gewicht waren.
Von 2003 bis 2010 war er Honorargeneralkonsul von Mosambik in Australien.

## Familie
Am 14. Dezember 1957 heiratete er Yvonne Margaret Melvin. Aus der Ehe ging ein Sohn und eine Tochter hervor. 1992 erfolgte eine Scheidung. Sibraa heiratete am 26. November 1993 dann Julie Louise Hatcher.

## Auszeichnungen
1997 wurde er zum Offizier des Order of Australia ernannt.